# Тугар-Салган
Туга́р-Салга́н (башк. Туғар һалған, рос. Тугар-Салган, Тугарсалган) — карстове озеро на Південному Уралі, розташоване в Ішимбайському районі Башкортостану (Росія). Має площу 0,1 км², сягаючи завдовжки 395—400 м і завширшки 260 м. Найбільша глибина водойми становить 15 м, за цим показником вона є найглибшим карстовим озером Башкортостану. 1985 року оголошена комплексною пам'яткою природи місцевого значення під назвою «Озеро Тугар-Салган і його околиці».

Літній туман над озером.

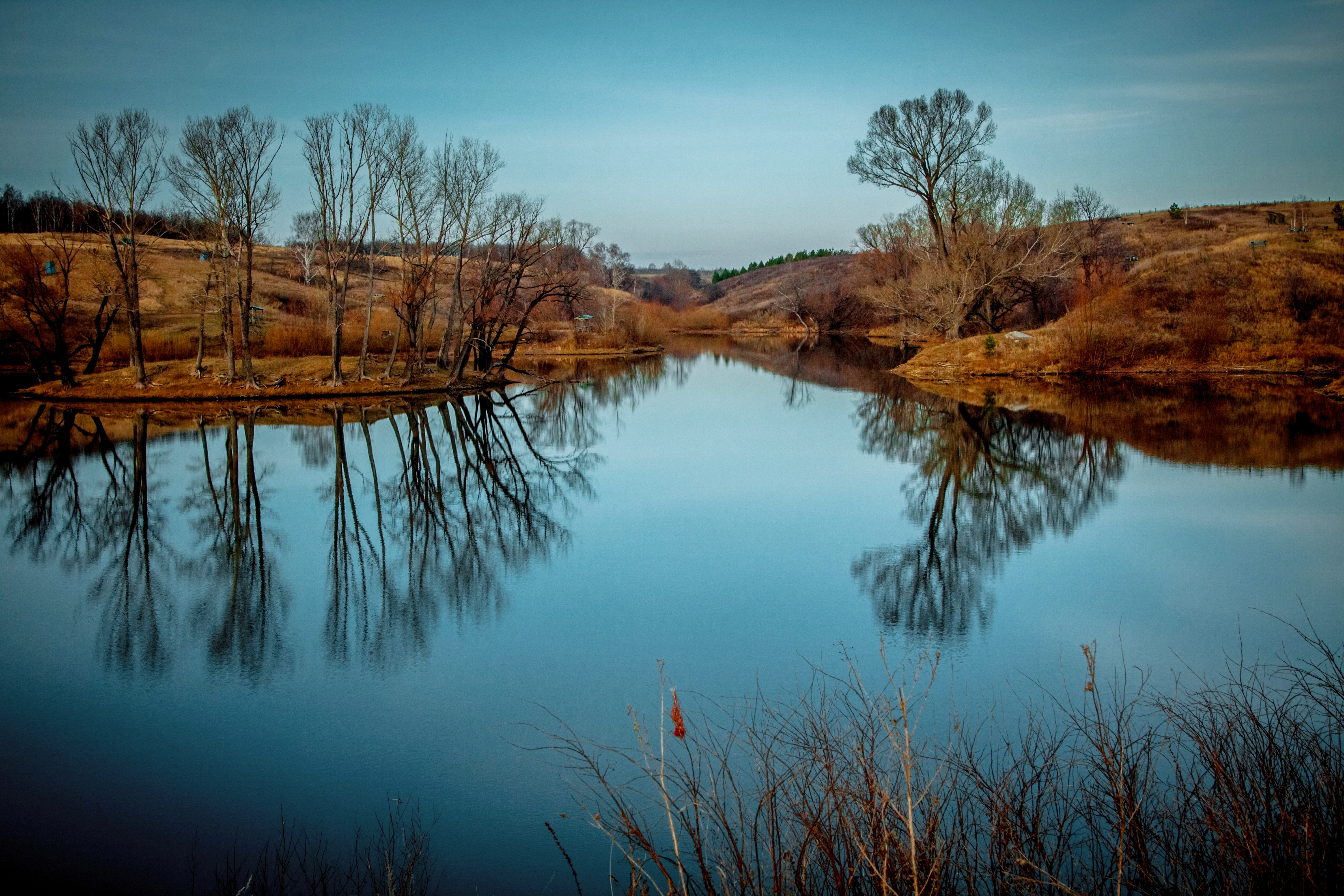
Вигляд Тугар-Салгана у листопаді.

Основною гірською породою в околицях водойми є вапняки. Вони вирізняються м'якістю і водопроникністю, тому в цій місцевості розвинені карстові явища. На місці провалу, вимитого підземними водами у вапняковій породі, в минулому утворилось і озеро Тугар-Салган. Його котловина має підковоподібну форму. Вважають, що саме за цією ознакою воно отримало свою сучасну назву: від видозміненого башк. дуға һалған — «дугове озеро».
Береги водойми горбисті згладжених обрисів. Посеред Тугар-Салгана височіє невеликий безіменний острів. З півночі в озеро впадає короткий (завдовжки близько 600 м) безіменний струмок, але жодна річка з нього не витікає, тобто озеро є закритим. Не зважаючи на наявність малої притоки, Тугар-Салган живиться переважно підземними солоними джерелами, тому вода його солонувата. Високий вміст солі у воді джерел обумовлений галогено-сульфатними породами, які підстилають його дно.
Берегові ландшафти Тугар-Салгана являють собою ділянки паші на вилугованих чорноземах, пересічені дібровами і різнотравно-ковилевими степами. Невід'ємною частиною навколишнього пейзажу є шихан (гора-останець) Торатау, розташована за 1 км на південь. Ця мальовнича вершина, здавна шанована башкирами як сакральне місце, визнана геологічною пам'яткою природи. Біля підніжжя гори знаходяться руїни табору репресивної системи ГУЛАГ. За 600—800 м на захід від озера розташований присілок Шихан. До присілка, гори й озера ведуть декілька ґрунтових доріг. Мальовничість околиць, наявність поблизу різноманітних пам'яток, наближеність великого міста Стерлітамак і зручна транспортна інфраструктура привертають до озера влітку багатьох відпочиваючих.